# Balti országok

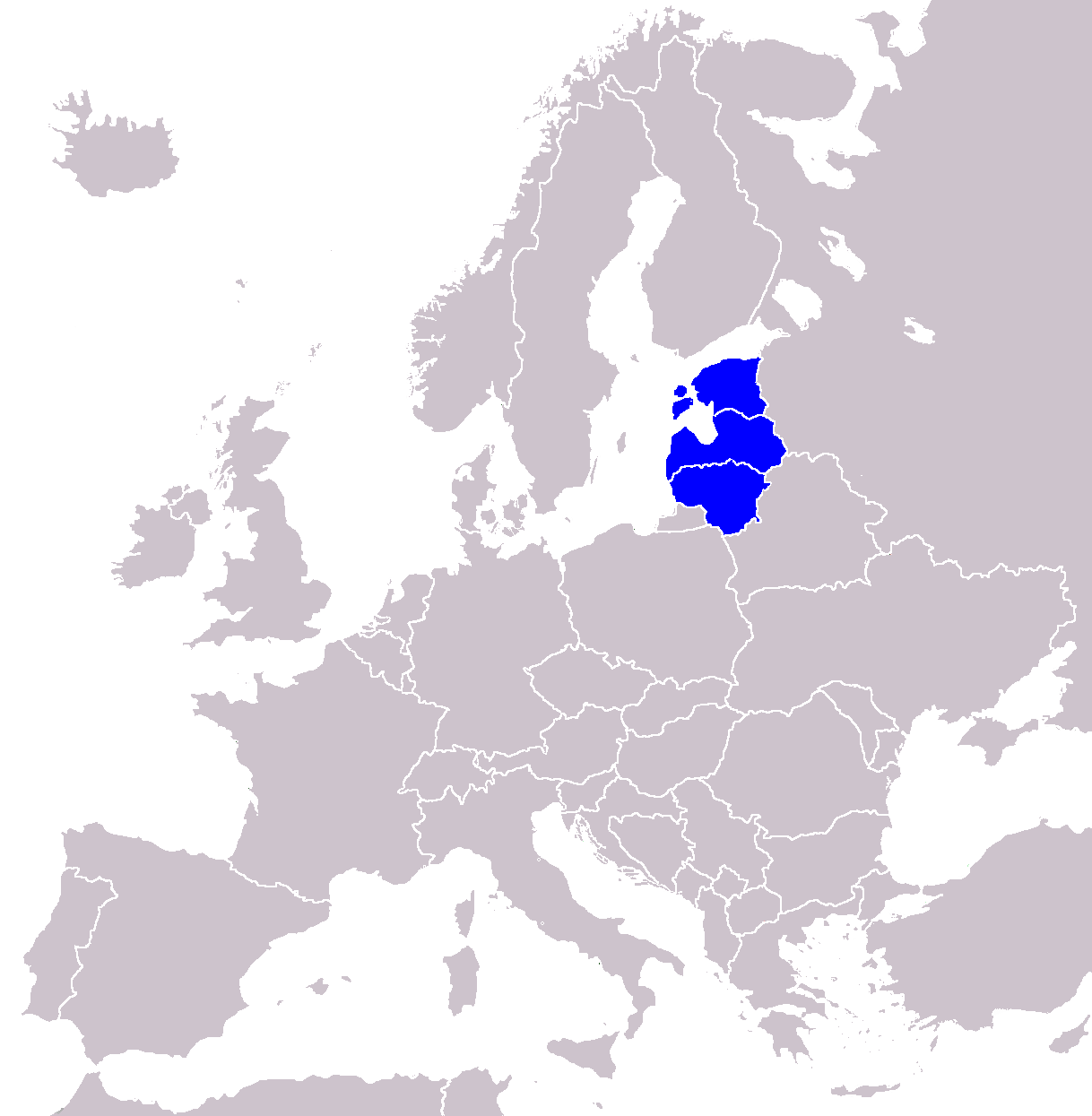
A balti országok fekvése Európában

Balti országoknak három, független államot neveznek: (északról dél felé haladva) Észtország, Lettország és Litvánia hármasát. – Ezek az országok a Szovjetunió felbomlásáig annak tagköztársaságai (Szovjet Szocialista Köztársaságok, SZSZK-k) voltak.

## „Balti-tengeri” és „balti” országok

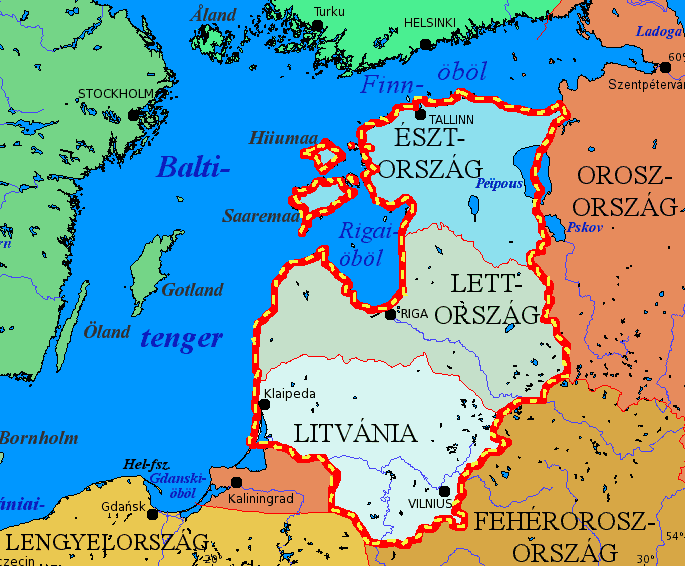
A balti országok

A balti-tengeri országok megnevezés az összes, Balti-tengerrel határos országot magában foglalja: Finnország, Svédország, Észtország, Lettország, Litvánia, Oroszország, Lengyelország, Németország, Dánia.
A balti országok azonban csak a három kis országot takarják: Észtország, Lettország és Litvánia.
Itt jegyzendő meg, hogy bár a balti köztársaságok kifejezés elvileg helyes – lévén mindhárom ország parlamentáris demokrácia, államformájuk köztársaság –, mégis kerülendő, mert erről a három ország szovjet megszállás alatti nevére („Szovjet Szocialista Köztársaság”) asszociálnak a balti országok lakói, ezért nem tanácsos a használata. Sokkal kisebb mértékben, de ez a balti államok kifejezésre is igaz.
Bár közös néven emlegetik az országokat, több különbség van közöttük, mint közös vonás. Észtország a nyelvrokon Finnországon keresztül az Északi-országok (Nordic countries) csoportja felé halad; Litvánia a lengyel kapcsolatait építi – így Közép-Európához közeledik; míg Lettország az Oroszország és Nyugat-Európa közötti közvetítő szerepre koncentrál. Mindhárom ország az Európai Unió tagja 2004. május 1-je óta, és mindhárom országban eurót használnak. Észtországban 2011-ben, Lettországban 2014-ben, Litvániában 2015-ben vezették be az eurót.

## A balti országok történelme
A három ország történelme a 13. században vett közös fordulatot, amikor az északi keresztes hadjárat során az addig pogány országokat „megtérítették” és felvették a kereszténységet. Míg Finnországot a svédek, ezeket az országokat a dánok és a német Kardtestvérek lovagrend bírta a keresztény vallás felvételére. Az elkövetkező századok során a terület a Német Lovagrend, Lengyelország, Dánia, Svédország, Orosz Birodalom közötti csatatér volt.
A 16. század közepére a Baltikumban is gyökeret vert a reformáció, és a mai Észtország és Lettország területén évszázadokra az evangélikus egyház lett a legerősebb felekezet.
1582 körülre majdnem az egész terület (Észak-Észtországot kivéve) a Lengyel–Litván Unió fennhatósága alá tartozott. A Lengyel–Litván Unió az 1569-es lublini unióval jött létre és 1795-ig létezett.
A 18-19. században a balti tartományok (Kurzeme, Livónia, Észtország és Ingria), a 19. században Litvánia is, jóllehet a jelenlegitől eltérő határokkal és nevekkel, de a cári Oroszország részei voltak.
Az első világháború után Észtország, Lettország és Litvánia független államokká váltak. 1918-ban kikiáltották függetlenségüket, a német szabadcsapatok és az oroszok ellen megnyerték a függetlenségi háborút, majd 1920-ra elismerték függetlenségüket.
A második világháború előtt néha a „balti államok” részének tekintették Finnországot is (a Skandinávok ma sem tartják Skandinávia részének a finneket, talán ezért is jött létre az „Északi országok” [Nordic countries] elnevezés), például az 1939-ben aláírt Molotov–Ribbentrop-paktum – mely felosztotta az „érdekszférákat” a náci Németország és a Szovjetunió között – Finnországot „balti állam”-ként említi.
Az 1939. augusztus 23-án létrejött Molotov–Ribbentrop-paktummal eldőlt a balti régió sorsa is. Hitler és Sztálin együttműködése lehetővé tette, hogy a Szovjetunió „kölcsönös segélynyújtási” megállapodásokat erőltessen Észtország, Lettország és Litvánia kormányaira. Az 1939-es „megállapodások” értelmében a Szovjetunió jogot nyert arra, hogy kb. 20–25 ezres katonai csapatkontingenseket állomásoztasson – természetesen „ideiglenesen” – az 1918 és 1939 között független országokban. A szovjet kormány és maga Sztálin sem tartotta ezt kötelezőnek, így aztán hamar tovább is léptek, hogy végképp fölszámolják a három ország függetlenségét.
1940. június 15-én és 16-án a moszkvai lett, észt és litván nagyköveteknek példa nélkül álló 8-10 órás lejáratú ultimátumot adtak át, melyben kommunista kormányok felállítását, valamint nagy létszámú – Litvániába pl. 200 ezer fős – szovjet haderő beengedését követelték. Molotov az észt követtel szóban közölte, hogy a jegyzék elutasítása esetén a Vörös Hadsereg azonnal megkezdi a bevonulást, az esetleges ellenállást pedig letöri. E kilátástalan helyzetben a három balti ország kénytelen volt meghajolni a kommunista erőszak előtt.
Ezek után kinevezték a szovjet kommunista helytartókat is: Észtországba Zsdanov, Lettországba Visinszkij, Litvániába pedig Gyekonozov. A Szovjetunióból érkezett megbízottak nem vesztegették az időt, azonnal hozzálátták a Moszkvának tetsző kormányok létrehozásához. Az ily módon felállított kormányok törvény ellenes parlamenti választásokat írtak ki. A fegyverek árnyékában az elhurcolásokkal nyomatékosított „választások” – egyetlen jelöltre – meghozták a kívánt eredményt, a jelöltek 98–99 százalékos elsöprő győzelmét.
A választások nyomán létrejött „népi parlamentek” első ténykedése volt, hogy kérték a Szovjetunióhoz való csatlakozást. A kérés Moszkvában elfogadták, így 1940. augusztus 3-án Litvánia, 5-én Lettország, 6-án pedig Észtország is csatlakozhatott a „szovjet népek nagy családjához”.
A második világháború idején 1941-ben német hadsereg foglalta el az akkor már Szovjetunió-hoz tartozó, annak részét képező balti államokat. A lakosság ekkor felszabadítóként ünnepelte a nácikat.
Aztán 1944-re a szovjet csapatok kiszorították a területről a németeket, és 1945-ben ismét a Szovjetunió fennhatósága alá kerültek. A három ország Észt SZSZK, Lett SZSZK és Litván SZSZK néven ismételten a Szovjetunió része lett.
A hidegháború alatt a balti államokat Kelet-Európa részének tekintették (mivel a Szovjetunió részei voltak), de történelmileg és kulturálisan helyesebb Észtországot és Lettországot Észak-Európa részének tekinteni (Finnország, Svédország és Dánia erős befolyással bír itt), míg Litvániát Közép-Európához tartozónak gondolni (a hajdani Hanza-szövetség, a Lengyel–Litván Unió és a Német Birodalom történelmi befolyása és újjáéledő hagyományai nyomán).
1989-ben a három Balti-állam fővárosait összekötő élőlánccal tüntettek függetlenségükért. A három balti nemzet 1990–1991-ben szerezte vissza függetlenségét; 1991. szeptember 6-án a Szovjetunió is elismerte különválásukat. A három ország a második világháború előtti független köztársaságok folytatásának tekintik magukat, ezzel is erősítve azt a nézetüket, hogy a Szovjetunió illegálisan csatolta őket a birodalomhoz és tartotta őket megszállva.
2002-ben beadták csatlakozási kérelmüket az Európai Unióhoz és a NATO-ba. 2004. március 29-én felvételt nyertek az Észak-Atlanti Szerződés Szervezetébe (NATO), az EU-hoz Magyarországgal együtt, ugyanabban az évben, május 1-jén csatlakoztak.

## A balti nyelvek és kultúra
Habár történelmileg sok a közös vonás, kulturálisan számos különbség fedezhető fel a balti országok között. Míg az észt nyelv az uráli nyelvcsalád finnugor ágához tartozik, a lett és a litván nyelv az indoeurópai nyelvcsalád balti ágához tartoznak.
Vallásilag is különböznek, de máshol húzódik a határvonal: Észtország és Lettország többségében evangélikus, míg Litvánia főleg katolikus.

## Adatok
|            | Név        | Főváros  | Terület (km²) | Népesség (fő) | GDP/fő (USD) | EU | Euró | Államfő         | Miniszterelnök          | Alpha-2 | Alpha-3 | Gépkocsi jelzés | Sport |
| ---------- | ---------- | -------- | ------------- | ------------- | ------------ | -- | ---- | --------------- | ----------------------- | ------- | ------- | --------------- | ----- |
| Észtország | Észtország | Tallinn  | 45 226        | 1 315 819     | 17 410       | EU |      | Alar Karis      | Kaja Kallas             | EE      | EST     | EST             | EST   |
| Lettország | Lettország | Riga     | 64 589        | 2 070 371     | 16 836       | EU |      | Egils Levits    | Arturs Krišjānis Kariņš | LV      | LVA     | LV              | LAT   |
| Litvánia   | Litvánia   | Vilnius  | 65 200        | 3 043 429     | 17 334       | EU |      | Gitanas Nausėda | Saulius Skvernelis      | LT      | LTU     | LT              | LTU   |
| Összesen   | Összesen   | Összesen | 175 015       | 6 429 619     | 17 189       |    |      |                 |                         |         |         |                 |       |

## Főbb balti városok
A balti államok főbb városai, népesség szerinti sorrendben:
- Riga, Lettország (739 232)
- Vilnius, Litvánia (553 904)
- Tallinn, Észtország (401 694)
- Kaunas, Litvánia (378 943)
- Klaipėda, Litvánia (192 954)
- Šiauliai, Litvánia (133 883)
- Panevėžys, Litvánia (119 749)
- Daugavpils, Lettország (115 265)
- Tartu, Észtország (100 482)
- Liepāja, Lettország (89 448)

A balti államok főbb városai, az „őslakos” (észt, litván, lett) népesség szerinti sorrendben:
- Kaunas, Litvánia (352 051)
- Vilnius, Litvánia (318 510)
- Riga, Lettország (309 000)
- Tallinn, Észtország (215 114)
- Klaipėda, Litvánia (137 557)
- Šiauliai, Litvánia (124 263)
- Panevėžys, Litvánia (114 585)
- Tartu, Észtország (80 397)
- Alytus, Litvánia (69 390)
- Marijampolė, Litvánia (47 555)